# Myriophyllum laxum
Myriophyllum laxum är en slingeväxtart som beskrevs av Robert James Shuttleworth och Alvin Wentworth Chapman. Myriophyllum laxum ingår i släktet slingor, och familjen slingeväxter. Inga underarter finns listade i Catalogue of Life.